# Бєлінський Борис
Бори́с Бели́нський (нар. 28 березня 1885, Тульчин, Подільська губернія, Російська імперія — ?) — військовий, спортсмен часів Російської імперії українського походження. Учасник Літніх Олімпійських ігор 1912 в Стокгольмі.
В складі спортивної делегації Російської імперії брав участь в Олімпійських іграх 1912 року. Змагався в турнірі з довільної гвинтівки з 3 позицій:
- 300 м — 65 результат
- Довільна гвинтівка 600 м — 65 результат
- Військова гвинтівка з 3 позицій, 300 м — 46 результат.